# ماکس روبنر
ماکس روبنر (آلمانی: Max Rubner؛ ‏ ۲ ژوئن ۱۸۵۴ – ۲۷ آوریل ۱۹۳۲) پزشک، فیزیولوژیست و متخصص بهداشت اهل آلمان بود.
وی دانش‌آموختهٔ دانشگاه لودویگ ماکسیمیلیان مونیخ و مدتی دستیار آدولف فون بایر و کارل فون فویت بود. او بعدها استاد دانشگاه ماربورگ و از سال ۱۸۹۱ میلادی، جانشین روبرت کخ به‌عنوان استاد رشتهٔ بهداشت دانشگاه هومبولت برلین شد.
شهرت او به‌واسطهٔ پژوهش‌های مهمش در زمینهٔ فرایند سوخت‌وساز، فیزیولوژی انرژی و بهداشت است. او در سال ۱۸۷۳ «قانون ایزودینامیک کالری» را مطرح کرد. روبنر به همکاری اوتو هویبنر پژوهش‌های مهمی در حوزهٔ بیوانرژتیکس در دوران نوزادی انجام داد.
ماکس روبنر در سال ۱۸۸۳ میلادی «نظریهٔ سطح» را مطرح کرد که مطابق آن، میزان سوخت‌وساز پایه پرندگان وپستانداران جهت حفظ دمای ثابت بدن، به‌طور تقریبی با میزان سطح بدن آنها در ارتباط است.